# Farringdon metróállomás
A Farringdon a londoni metró egyik állomása az 1-es zónában, a Circle line, a Hammersmith & City line és a Metropolitan line érinti.

## Története
Az állomást 1863. január 10-én adták át a világ első földalattijának (Metropolitan Railway) részeként, Farringdon Street néven. 1922. január 26-án a Farringdon & High Holborn nevet kapta. Mai nevét 1936. április 21-én vette fel. 1949-től a Circle line is érinti. 1988 májusától a Thameslink vonatai is érintik.

## Forgalom
| Járat | Útvonal | Gyakoriság       |
| ----- | --- | ---------------- |
|       | Hammersmith – Goldhawk Road – Shepherd’s Bush Market – Wood Lane – Latimer Road – Ladbroke Grove – Westbourne Park – Royal Oak – Paddington – Edgware Road – Baker Street – Great Portland Street – Euston Square – King’s Cross St. Pancras – Farringdon – Barbican – Moorgate – Liverpool Street – Aldgate – Tower Hill – Monument – Cannon Street – Mansion House – Blackfriars – Temple – Embankment – Westminster – St. James’s Park – Victoria – Sloane Square – South Kensington – Gloucester Road – High Street Kensington – Notting Hill Gate – Bayswater – Paddington – Edgware Road | 10-15 percenként |
|       | Hammersmith – Goldhawk Road – Shepherd’s Bush Market – Wood Lane – Latimer Road – Ladbroke Grove – Westbourne Park – Royal Oak – Paddington – Edgware Road – Baker Street – Great Portland Street – Euston Square – King’s Cross St. Pancras – Farringdon – Barbican – Moorgate – Liverpool Street – Aldgate East – Whitechapel – Stepney Green – Mile End – Bow Road – Bromley-by-Bow – West Ham – Plaistow – Upton Park – East Ham – Barking | 8-10 percenként  |
|       | Aldgate – Liverpool Street – Moorgate – Barbican – Farringdon – King’s Cross St. Pancras – Euston Square – Great Portland Street – Baker Street – Finchley Road – Wembley Park – Preston Road – Northwick Park – Harrow-on-the-Hill (– tovább Chesham, Watford, Uxbridge és Amersham felé) | 3-5 percenként   |

## Átszállási kapcsolatok
| Állomás    | Átszállási kapcsolatok                                                 |
| ---------- | ---------------------------------------------------------------------- |
| Farringdon | Thameslink (Farringdon vasútállomás) Helyi buszok (Farringdon Station) |

## Fordítás
- Ez a szócikk részben vagy egészben  a   Farringdon station című angol Wikipédia-szócikk fordításán alapul.  Az eredeti cikk szerkesztőit annak laptörténete sorolja fel. Ez a jelzés csupán a megfogalmazás eredetét és a szerzői jogokat jelzi, nem szolgál a cikkben szereplő információk forrásmegjelöléseként.